# Leopold Leonhard Raymund von Thun und Hohenstein
Leopold Leonhard Raymund von Thun und Hohenstein (ur. 17 kwietnia 1748 r. w Děčínie, na zamku Děčín, zm. 22 października 1826 na zamku Cibulka, obecnie Košíře, Praga) – hrabia, 73. biskup pasawski i ostatni noszący tytuł księcia biskupa.

## Życiorys
Leonard Leopold von Thun und Hohenstein był najmłodszym z dwunastu dzieci z pierwszego małżeństwa grafa Johanna Josepha von Thun und Hohenstein z hrabiną Marią Christianą Hohenzollern-Hechingen. Przyszły biskup należał do austriackiego rodu arystokratycznego, posiadającego dobra w Czechach i na Morawach, matka zaś wywodziła się z bocznej linii Hohenzollernów władającej Księstwem Hohenzollern-Hechingen.
Leopold Leonhard Raymund von Thun został kanonikiem pasawskim w 1768 r., a 10 września 1771 r. otrzymał w Litomierzycach święcenia kapłańskie. W 1787 r. stał się kanonikiem katedralnym (Domkapitular) pasawskim, w 1795 r. proboszczem katedry św. Szczepana w Pasawie, a 29 maja 1796 r. wikariuszem generalnym, pełniącym obowiązki biskupem pomocniczego.
Po śmierci swego krewnego, księcia biskupa Johanna Thomasa hrabiego von Thun und Hohenstein, został 13 grudnia 1796 wybrany przez kapitułę na jego następcę. Zatwierdzenie nominacji przez papieża nastąpiło po 24 lipca 1797 r. 27 sierpnia 1797 r. Leonard Leopold von Thun został w pasawskiej katedrze konsekrowany na biskupa przez abp. Josepha Adama von Arco, księcia biskupa Seckau.
Kiedy 22 lutego 1803 r. na mocy Hauptschluss der außerordentlichen Reichsdeputation pozbawiono władzy świeckiej biskupów pasawskich, zaś terytorium zniesionego księstwa biskupiego podzielono pomiędzy jurysdykcję księcia elektora Salzburga-Toskanii i księcia elektora Bawarii, Thun und Hohenstein wszedł w czerwcu 1803 r. w spór z bawarskim ministrem Maximilianem von Montgelas. Opuścił wówczas Pasawę i nigdy do niej nie wrócił.
Odmówił uznania zmian, a swoje uprawnienia duchowne do zarządzania diecezją przekazał biskupowi pomocniczemu Karlowi Kajetanowi von Gaisruck. Stolica Apostolska nie przyjęła rezygnacji von Thuna z funkcji ordynariusza i pozostał nim formalnie do śmierci. Ostatnie lata życia spędził w zamku Cibulka, który nabył za 112 000 zł.

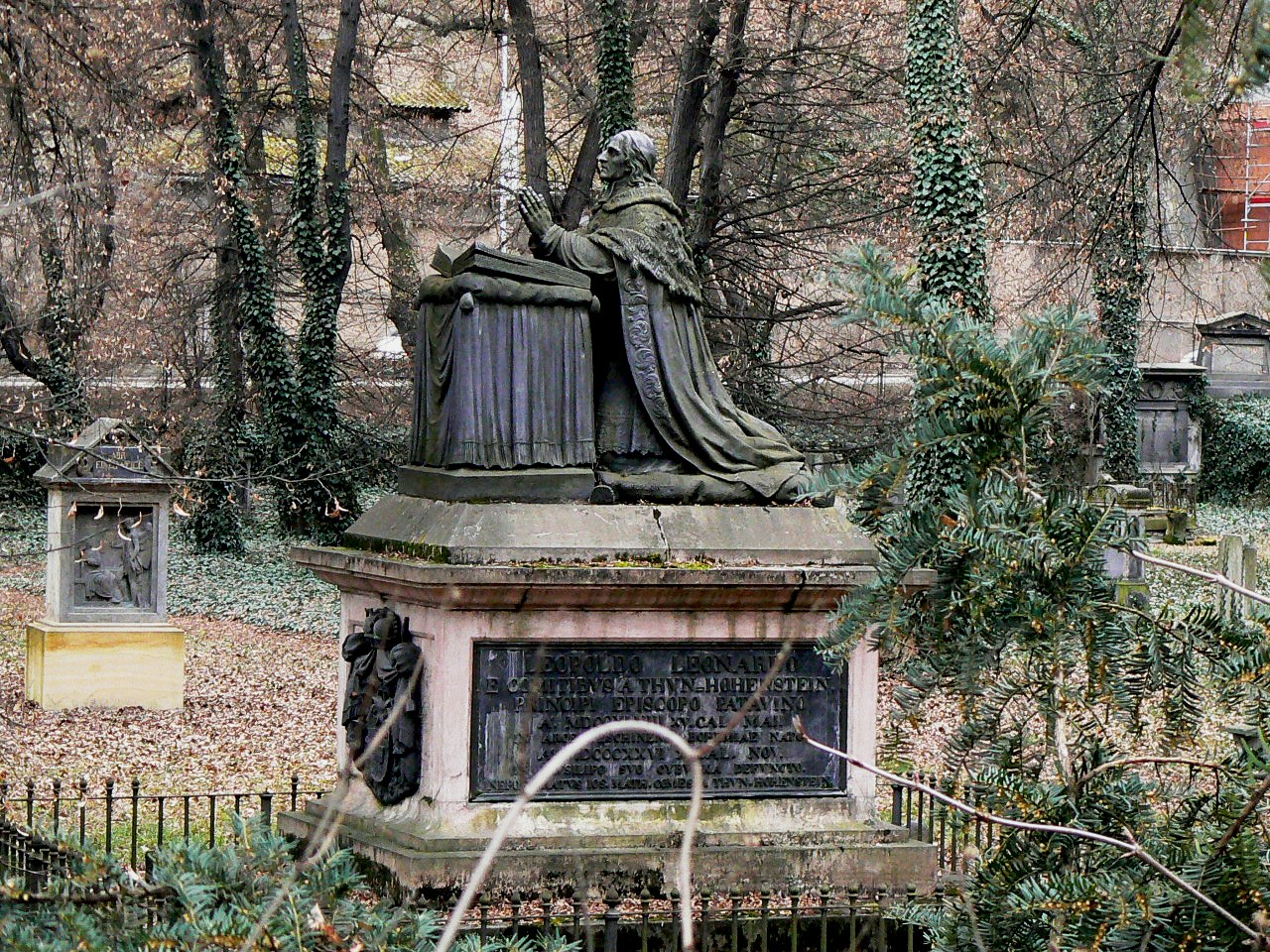
Nagrobek biskupa Leopolda Leonharda Raymunda von Thun und Hohenstein.

Został pochowany na cmentarzu Małostrańskim w Pradze.